# 천쉐성 (1952년)
천쉐성(중국어 정체자: 陳雪生, 병음: Chén Xûeshēng, 한자음: 진설생, 1952년 1월 1일 ~ )은 타이완의 정치인, 입법위원이다.